# ゼーフェナール

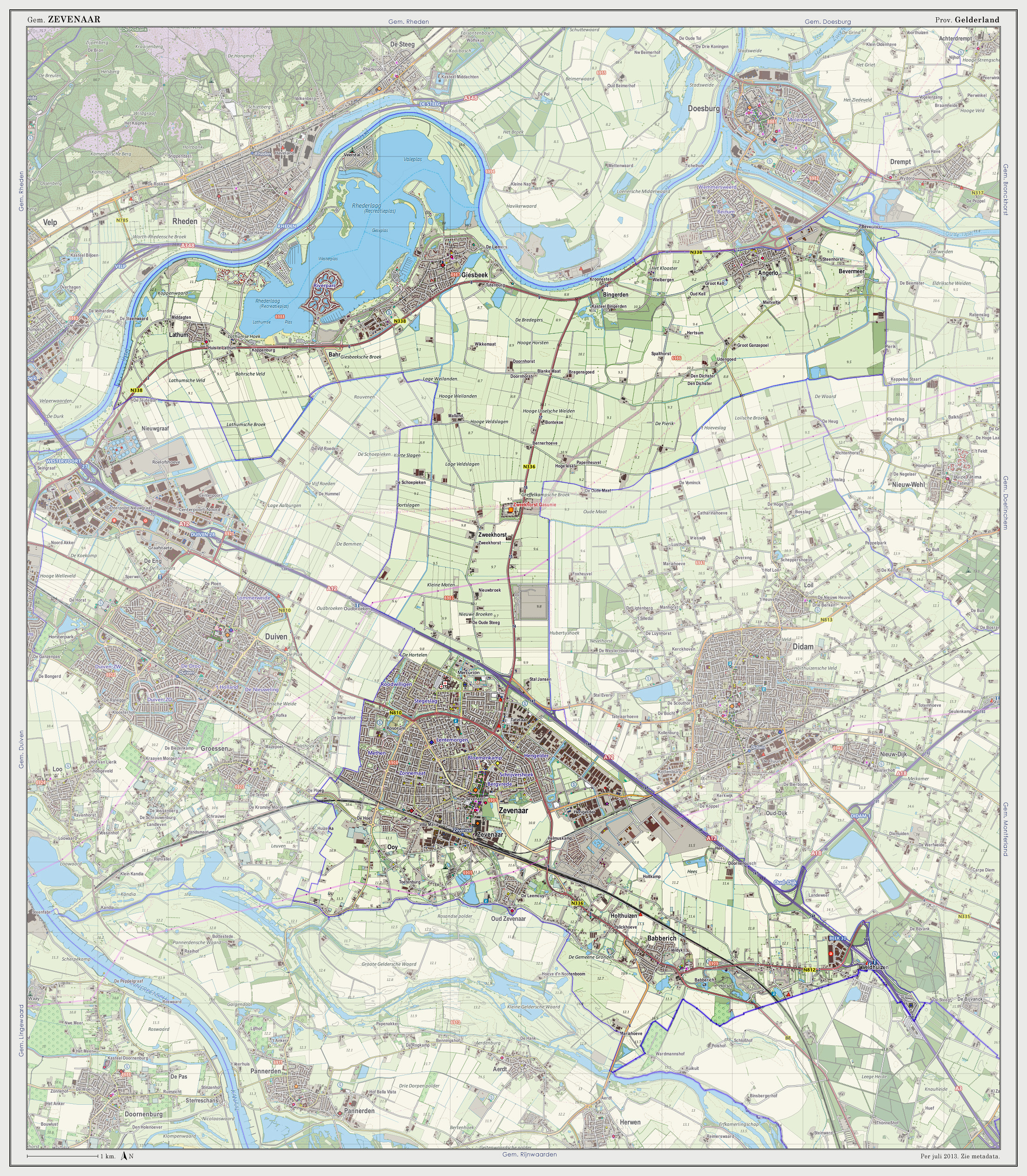
ゼーフェナールの地形図、2013年7月

ゼーフェナール（オランダ語: Zevenaar [ˈzeːvənaːr] ( 音声ファイル)）とは、オランダヘルダーラント州にある基礎自治体（ヘメーンテ）である。

## 歴史
この地での人間活動の痕跡は紀元前700年にまで遡る。
1049年に神聖ローマ皇帝ハインリヒ3世がバルトロメウス2世を筆頭とする五人の将軍にこの地は領地として下賜された。彼らはゲルマン民族からローマ時代以来の居住地の防衛の為にセフェナエル城を築いた。
1487年、クレーフェ伯はセフェナエル（ゼーフェナールの古称）に都市権を与えた。これによって、セフェナエルは周辺町村に於けるパンとビールの販売の市場を占有する事が出来た。自治権を後に得た際、行政の課税により道路、鉄道、公共施設が整備されたが、軍による略奪があった為に十分な供給をする事は出来なかった上に、疾病の継続的な蔓延により、それは500人程の市民には重い徴税であった。この頃には市民だけでなく、町を良くしようとする富裕層も行政に参画する権利を得た。そして町は繁栄し、1793年にはその人口は900人に達していた。
1816年にセフェナエルはオランダ王国の領土となった。その2年後にセフェナエルは現在のゼーフェナールに名を改めた。この当時の人口は2564人であった。19世紀は不作と疾病、飢餓が続き、貧しい時代となり、貿易や工場労働は非常に厳しい時代であった。この為、多くの人々が農業や慈善事業に従事した。1856年、ゼーフェナールは欧州全体の鉄道網と繋がり、それによって労働人口は増加した。1920年、トゥルマク煙草工場が建設され、多くの雇用がこの地に生まれた。
第二次世界大戦で大きな被害を被ったのちに、人々は町の再建を始め、そしてまた旧中心地の周縁に新たな宅地が造成された。1950年代には1万人程度の人々が居住し、2005年にはその二倍を超える22,500人の人々が居住するようになった。その後2007年には31,840人の人々が居住している。

## 村落
- アンゲルロ（英語版）
- バッベリヒ（英語版）
- ギースベーク（オランダ語版）
- ラスム（オランダ語版）
- オーアイ（オランダ語版）
- オウド＝ゼーフェナール（オランダ語版）
- ゼーフェナール（オランダ語版）

## 著名人
- フィリップ・コクー - サッカー選手
- カレル・ド・ヌレ・ト・バベリッヒ（英語版） - 芸術家
- エスミー・デンターズ - 歌手
- ルード・クノル（英語版） - サッカー選手
- アンドレアス・マシウス（英語版） - 司祭、人文主義者
- エリック・パルレフリート（英語版） - ホッケー選手
- リンダ・ヴァーゲンマケルス（英語版） - 歌手

## ギャラリー

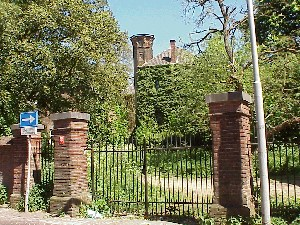
セフェナエル城
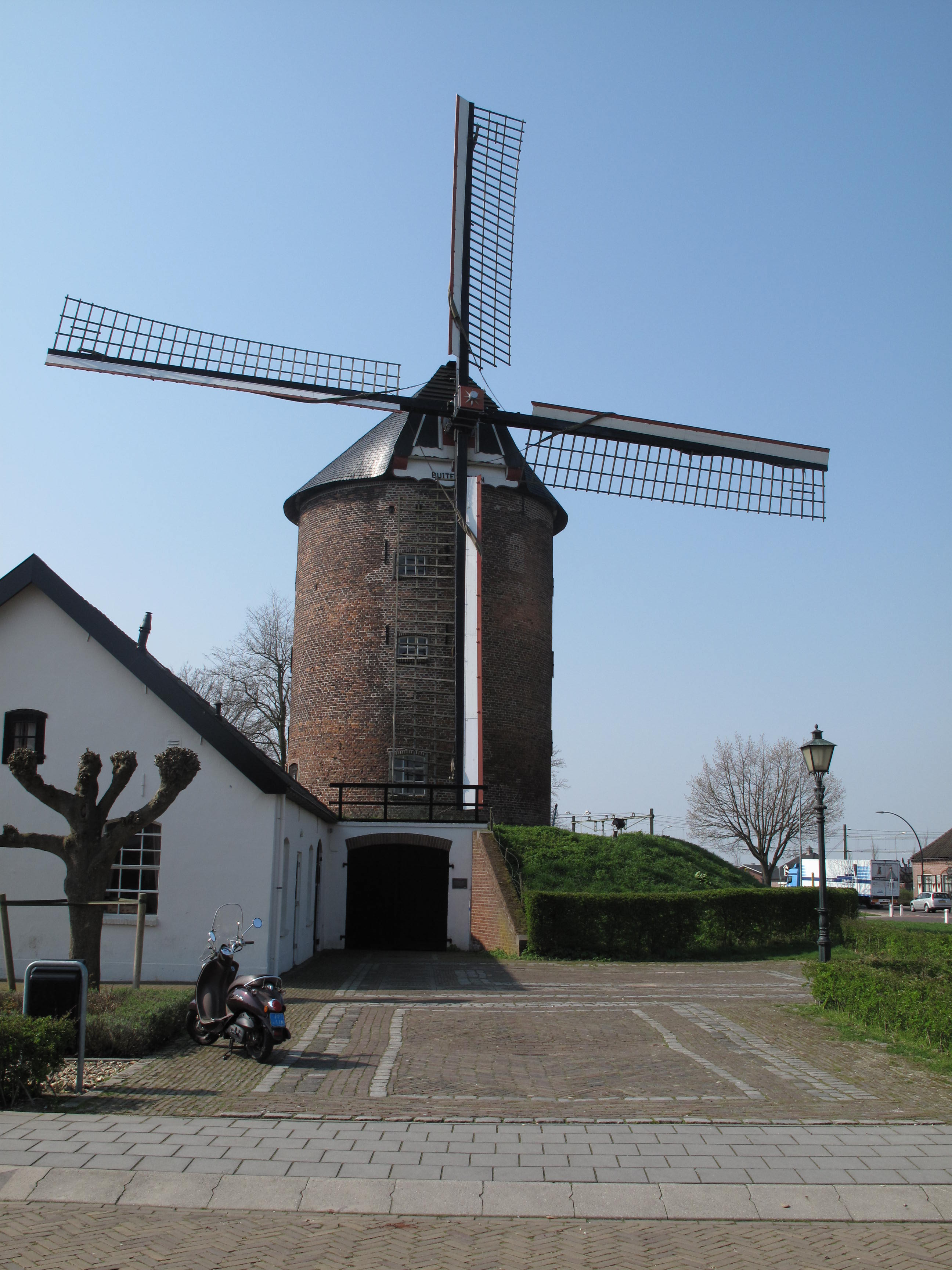
風車
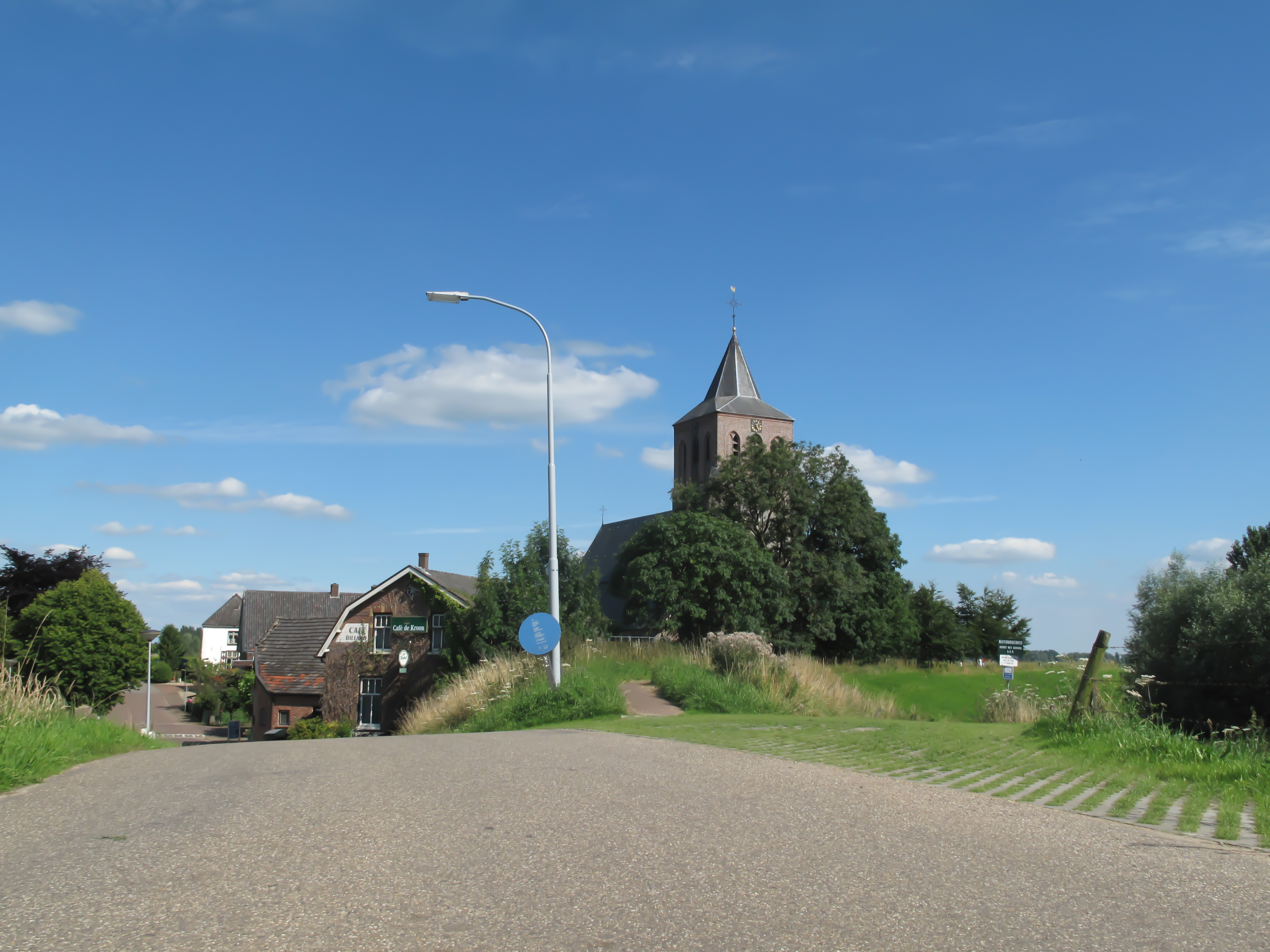
オウド＝ゼーフェナール